# Qi Haifeng
Qi Haifeng (chin. upr. 齐海峰, chin. trad. 齊海峰, pinyin Qí Hǎifēng; ur. 7 sierpnia 1983 w Dalian) – chiński lekkoatleta, wieloboista

## Osiągnięcia
- brązowy medal Uniwersjady (Pekin 2001)
- złoto igrzysk azjatyckich (Pusan 2002)
- 7. miejsce podczas mistrzostw świata (Paryż 2003)

Qi dwukrotnie reprezentował Chiny na igrzyskach olimpijskich. W obu startach (Ateny 2004 i Pekin 2008) zajął 18. lokaty.

## Rekordy życiowe
- dziesięciobój lekkoatletyczny – 8290 pkt. (2005) rekord Chin
- siedmiobój lekkoatletyczny (hala) – 5763 pkt. (2006) rekord Chin